# ソールドアウト (企業)
株式会社ソールドアウトは、東京都目黒区上目黒にかつて存在した株式会社。
作詞家の秋元康が映画監督の堤幸彦と共に設立し、運営していた企画制作会社である。設立当時、秋元は27歳、堤は30歳だった。
登記上の社名は「ソールドアウト」であるが、「SOLD OUT」または「SOLD-OUT」とも記述される。

## 関係する人物
- 堤幸彦は、秋元と共にソールドアウトを設立し、1991年、秋元が企画した映画『HOMELESS』、映画『!［ai-ou］』で監督を務めた。1993年には、秋元が企画した『中指姫 俺たちゃどうなる?』の監督を務めたほか、秋元が企画原案を担当したテレビドラマ『ポケベルが鳴らなくて』で演出を務めている。その後同社を離れ、オフィスクレッシェンドに所属したが、その後も1995年、秋元が企画、監修を務めた『クリスマスキス〜イブに逢いましょう』で監督、演出を務め、1996年、秋元が企画、監修を務めた『ハンサムマン』で監督を務めている。堤との関係は現在も続いており、2015年、秋元が企画した『AKBホラーナイト アドレナリンの夜』主演女優オーディションの審査員を務めたほか、2023年に上映された同ドラマの朗読劇の総合演出を務めている[4]。
- オフィスクレッシェンド代表取締役の長坂信人は、アメリカの大学に在学中の1982年頃、ひょんなきっかけでロサンゼルスで秋元康に出会う[5]。1989年、ソールドアウトに入社し、『HOMELESS』でプロデューサーとしてデビュー[5]。ソールドアウトには1994年まで所属し、同社のクリエイティブ部隊が独立する形で、オフィスクレッシェンドを設立した[5][6]。秋元からは「自走しろ」「おまえが社長をやれ」と言われたと述べている[5][3]。社長に就任直後は、「とにかく最初は社長業は何をすればよいのか」がわからず、「当時は会社にブランド力がなく秋元さん頼みの状況」だった。「そんな折、秋元さんからNHKの15分程度のレギュラー番組の仕事を頂きました。これがなければ今の会社はなかったと思います」と話し、秋元への感謝を述べている[5]。
- オフィスクレッシェンド副社長の神康幸はソールドアウトに参加し、長坂と共同で1994年にオフィスクレッシェンドを設立した[6]。
- 作曲家の辻陽は、ソールドアウトで作・編曲家として活動し、『HOMELESS』のサウンドトラックを手掛けた。
- 脚本家の遠藤察男は、かつてソールドアウトに所属し、脚本家や作詞家として活躍していた。遠藤が手掛けた脚本作品の演出は、堤幸彦であることが多かった。
- 放送作家の井辺清は、かつてソールドアウトに所属し、遠藤とともに音楽バラエティー番組『華麗にAh!so』の構成を手掛けた。